# 白舞寺當代舞團
白舞寺當代舞團（White Dance Temple）於2001年8月24日成立。創辦人為游紹菁；創團團長為游紹菁，創團團員為黃僑偉、蔡佳君、黃武山、郭尚興。

## 演出作品
- 2002年《白色的狂嘯》（創團作品）
- 2003年《七匡乙咚》
- 2004年《看天河》
- 2005年《驚見霓虹關》（亦宛然掌中劇團合作演出）
- 2005年《過火》